# Колешть
Колешть, Колешті (рум. Colești) — село у повіті Біхор в Румунії. Адміністративно підпорядковане місту Вашкеу.
Село розташоване на відстані 365 км на північний захід від Бухареста, 76 км на південний схід від Ораді, 95 км на захід від Клуж-Напоки, 121 км на північний схід від Тімішоари.

## Населення
За даними перепису населення 2002 року у селі проживали 200 осіб, з них 196 осіб (98,0%) румунів. Усі жителі села рідною мовою назвали румунську.